# Attack on Titan: End of the World
Attack on Titan: End of the World ist ein japanischer Actionfilm des Regisseurs Shinji Higuchi basierend auf dem gleichnamigen Manga von Hajime Isayama. Der Film ist die Fortsetzung von Attack on Titan.

## Handlung
Jahre zuvor wird dem jungen Eren von seinem Vater gewaltsam ein experimentelles Serum injiziert, aber kurz nachdem Erens Mutter dies entdeckt hat, bricht ein Militärpolizeikommando ein, nimmt Erens Eltern mit und brennt den Ort nieder. Eren überlebt mit Hilfe von Souda. In der Gegenwart wird Eren von Kubal gefangen genommen, weil sie glauben, er sei eine Bedrohung für die Menschheit. Mikasa tut nichts, um ihn zu verteidigen. Armin und Souda versuchen Kubal zu überreden, Erens Leben zu verschonen, aber Souda wird getötet. Bevor Eren hingerichtet wird, stürmt ein Titan herein, tötet Kubal und sein Team. Der Titan nimmt Eren und Mikasa mit.
Eren erwacht in einem mysteriösen Bunker mit Shikishima. Er enthüllt, dass er als fehlgeschlagenes militärisches Experiment die Ursprünge der Titanen ist. Shikishima plant einen Staatsstreich gegen die korrupte Regierung, die ihr Volk mit Mauern und aus Angst vor den Titanen unterdrückt. Eren erfährt, dass Shikishima einige der Waffen aus der Zeit vor dem Titanenkrieg gelagert hat und erklärt sich bereit zu helfen.
Hanji, Mikasa und die anderen bergen eine nicht detonierte Bombe in Erens Heimatstadt in der Hoffnung, damit die Außenmauer abzudichten. Sie begegnen Shikishimas Truppen und vereinen sich wieder mit Eren. Shikishima versucht jedoch, sie für seinen Putsch zu rekrutieren. Shikishima sagt, dass er die Bombe nicht für die Mauern verwenden möchte, sondern er möchte die Hauptstadt in die Luft sprengen und die Titanen alles übernehmen lassen, damit die Menschheit befreit ist. Als Eren erkennt, dass noch mehr unschuldiges Blut vergossen würde, stellt er sich gegen Shikishima. Während sie kämpfen, opfert sich Sannagi, indem er sich in die Luft jagt, damit die anderen entkommen können. Shikishima taucht jedoch wieder auf und ersticht sich selbst, wodurch er sich in einen Titan verwandelt.  Auch Eren verwandelt sich in einen Titan und kann Shikishima besiegen. Danach klettert Eren die Wand hoch und platziert die Bombe, während Armin die Zündschnur setzt.
Nachdem Kubal den Angriff überlebt hat, möchte er, dass die Gruppe von Eren aufgibt und ins Landesinnere zurückkehrt. Die Gruppe lehnt den Vorschlag ab. Kubal möchte auf Armin schießen, wird aber zuvor von Sascha erschossen. Plötzlich verwandelt sich Kabal in einen kolossalen Titan. Als Eren, Mikasa und Jean versuchen, auf den Rücken des kolossalen Titans zu springen, wird Jean getötet. Die Bombe geht nicht hoch, also versucht Mikasa, die Bombensicherung wieder zum Laufen zu bringen, wird aber von Shikishima konfrontiert. Eren versucht in den Nacken des kolossalen Titanen einzudringen, wird aber niedergeschlagen. Shikishima opfert sich selbst, indem er sich in einen Titanen verwandelt und die Bombe in den Mund des kolossalen Titanen steckt. Die Detonation schließt erfolgreich das Loch in der Wand und Eren und Mikasa stehen oben auf der Wand mit Blick auf den Ozean.

## Produktion und Veröffentlichung
Regie führte Shinji Higuchi und die Drehbücher schrieben Yūsuke Watanabe und Tomohiro Machiyama. Die Musik komponierte Shiro Sagisu und für die Kameraführung war Shoji Ehara verantwortlich. Die Produzent waren Yūji Ishida und Genki Kawamura.
Der Film kam am 19. September 2015 in die japanischen Kinos. Wie bei dem Vorgänger lizenzierte Eye See Movies dem Film für den deutschsprachigen Raum. Am 16. Juni 2017 erschien der Film in einer ungekürzten Fassung mit der Altersfreigabe ab 16 Jahren in Deutschland.

## Synchronisation
| Figur                 | Schauspieler (Original) | Deutscher Synchronsprecher |
| --------------------- | ----------------------- | -------------------------- |
| Eren Jäger            | Haruma Miura            | David Turba                |
| Mikasa Ackermann      | Kiko Mizuhara           | Nicole Hannak              |
| Armin Arlert          | Kanata Hongou           | Sebastian Fitzner          |
| Kommandant Shikishima | Hiroki Hasegawa         | Fabian Oscar Wien          |
| Kubal                 | Jun Kunimura            | Frank-Otto Schenk          |
| Hanji Zoe             | Satomi Ishihara         | Josephine Schmidt          |

## Rezeption
- Lexikon des internationalen Films: „Die mitunter mit drastischen CGI-Effekten inszenierte Dystopie nimmt neben der Bedrohung durch die Riesen auch die totalitäre Regierung ins Blickfeld, wobei im Ringen mit der von Menschen gemachten Tragödie auch eine versöhnliche Note anklingt.“[5]